# Орегонские могавки
Орегонские могавки (мохоки), или племя реки Могавк (Мохок), — бывшее племя в составе группы племён индейцев калапуйя, традиционно обитавшее в области реки Мохок в штате Орегон, США. Говорили на диалекте языка центральный калапуйя.
Как и другие племена в составе калапуйя, подписали Договор с калапуйя 1855 года, известный также как Дейтонский договор, при посредничестве Орегонского суперинтенданта по индейским делам Джоэла Палмера. В 1856 году племя было принудительно переселено в резервацию Гранд-Ронд и ассимилированы другими племенами резервации.